# Luke Prokop
Luke Prokop (* 6. Mai 2002 in Edmonton, Alberta) ist ein kanadischer Eishockeyspieler, der seit März 2024 bei den Milwaukee Admirals in der American Hockey League (AHL) spielt. Der Verteidiger wurde im NHL Entry Draft 2020 von den Nashville Predators aus der National Hockey League (NHL) ausgewählt. Im Juli 2021 outete er sich als erster bei einem NHL-Team unter Vertrag stehender Spieler als homosexuell.

## Karriere
Prokop begann seine Karriere als Eishockeyspieler zur Saison 2017/18 bei den Calgary Hitmen in der Western Hockey League (WHL), wo er bis Ende Oktober 2021 spielte. Während dieser Zeit wurde er im NHL Entry Draft 2020 in der dritten Runde an insgesamt 73. Position von den Nashville Predators ausgewählt und im Dezember 2020 mit einem dreijährigen Einstiegsvertrag ausgestattet. Im Juli 2021 outete sich der Kanadier als homosexuell, als erster Spieler, der bei einem NHL-Team unter Vertrag steht. Im Oktober 2021 gaben ihn die Hitmen innerhalb der Liga an die Edmonton Oil Kings ab. Mit den Oil Kings gewann Prokop in der Saison 2021/22 die WHL-Playoffs um den Ed Chynoweth Cup, während er persönlich für sein Coming-out mit der Doug Wickenheiser Memorial Trophy sowie als CHL Humanitarian of the Year geehrt wurde.
Vor Beginn der Saison 2022/23 wurde er von den Nashville Predators in die Minor Leagues geschickt und gab schließlich im Oktober 2022 sein Debüt bei den Norfolk Admirals aus der ECHL. Im Oktober 2022 gaben die Edmonton Oil Kings seine WHL-Rechte an die Seattle Thunderbirds ab und wurden dafür mit drei Draftpicks entschädigt. Im November 2022 setzte der Verteidiger seine Karriere schließlich bei den Thunderbirds fort und gewann mit dem Team am Saisonende ebenfalls den Ed Chynoweth Cup. Anschließend wechselte Prokop erneut in die ECHL, wo er die Spielzeit 2023/24 bei den Atlanta Gladiators verbrachte. Ab März 2024 wurde er regelmäßig von den Milwaukee Admirals in der American Hockey League (AHL) eingesetzt.

## Erfolge und Auszeichnungen
- 2022 Ed-Chynoweth-Cup-Gewinn mit den Edmonton Oil Kings
- 2022 Doug Wickenheiser Memorial Trophy
- 2022 CHL Humanitarian of the Year
- 2023 Ed-Chynoweth-Cup-Gewinn mit den Seattle Thunderbirds

## Karrierestatistik
Stand: Ende der Saison 2023/24

### International
Vertrat Kanada bei:
- World U-17 Hockey Challenge 2019

(Legende zur Spielerstatistik: Sp oder GP = absolvierte Spiele; T oder G = erzielte Tore; V oder A = erzielte Assists; Pkt oder Pts = erzielte Scorerpunkte; SM oder PIM = erhaltene Strafminuten; +/− = Plus/Minus-Bilanz; PP = erzielte Überzahltore; SH = erzielte Unterzahltore; GW = erzielte Siegtore; 1 Play-downs/Relegation; Kursiv: Statistik nicht vollständig)